# Yuni Shara
Yuni Shar es una cantante Indonesia, ella es la hermana mayor de la cantante Krisdayanti. Su primer debut fue en un festival de música denominado Bintang Festival, de Radio y Televisión en 1987, cuando tenía 15 años, que ganó el 2º lugar. En 1989, participó en el mismo festival y se las arregló para ganarlo y a continuación le ofreció un contrato de grabación por la revista Billboard. 
Lanzó su primer disco en 1990 titulado Jatuh Cinta Lagi lo que significa enamorarse de nuevo. En 1991 lanzó otro disco titulado Hilang Permataku, en 1992 lanzó Salah Tingkah. Su carrera culminó con la publicación de las actas Mengapa Tiada Maaf en 1995, el disco vendió 1,5 millones de ejemplares y BASF que le concedió, con 4 Platimun Records. Recibió 3 discos de platino en Actas de la versión indonesia de una banda sonora de una serie de televisión de artes marciales como en Retorno del Cóndor de los Héroes. Su elección de las canciones son melancólicas, temas musicales más populares y antiguas, un ejemplo es el estilo de Keroncong. Sin embargo su carrera se detuvo en un punto muerto debido a un aumento en los nuevos grupos de pop, más que a un llamamiento de atención del público juvenil.
- Datos: Q5111674